# Liste der Biografien/Iu
Liste der Biografien |
Portal Biografien |
Personensuche
# |
A |
B |
C |
D |
E |
F |
G |
H |
I |
J |
K |
L |
M |
N |
O |
P |
Q |
R |
S |
T |
U |
V |
W |
X |
Y |
Z |
?
 
Ia |
Ib |
Ic |
Id |
Ie |
If |
Ig |
Ih |
Ii |
Ij |
Ik |
Il |
Im |
In |
Io |
Ip |
Iq |
Ir |
Is |
It |
Iu |
Iv |
Iw |
Ix |
Iy |
Iz
Die Liste der Biografien führt alle Personen auf, die in der deutschsprachigen Wikipedia einen Artikel haben. Dieses ist eine Teilliste mit 262 Einträgen von Personen, deren Namen mit den Buchstaben „Iu“ beginnt.

## Iu
- IU (* 1993), südkoreanische Sängerin und SchauspielerinIU (* 1993)

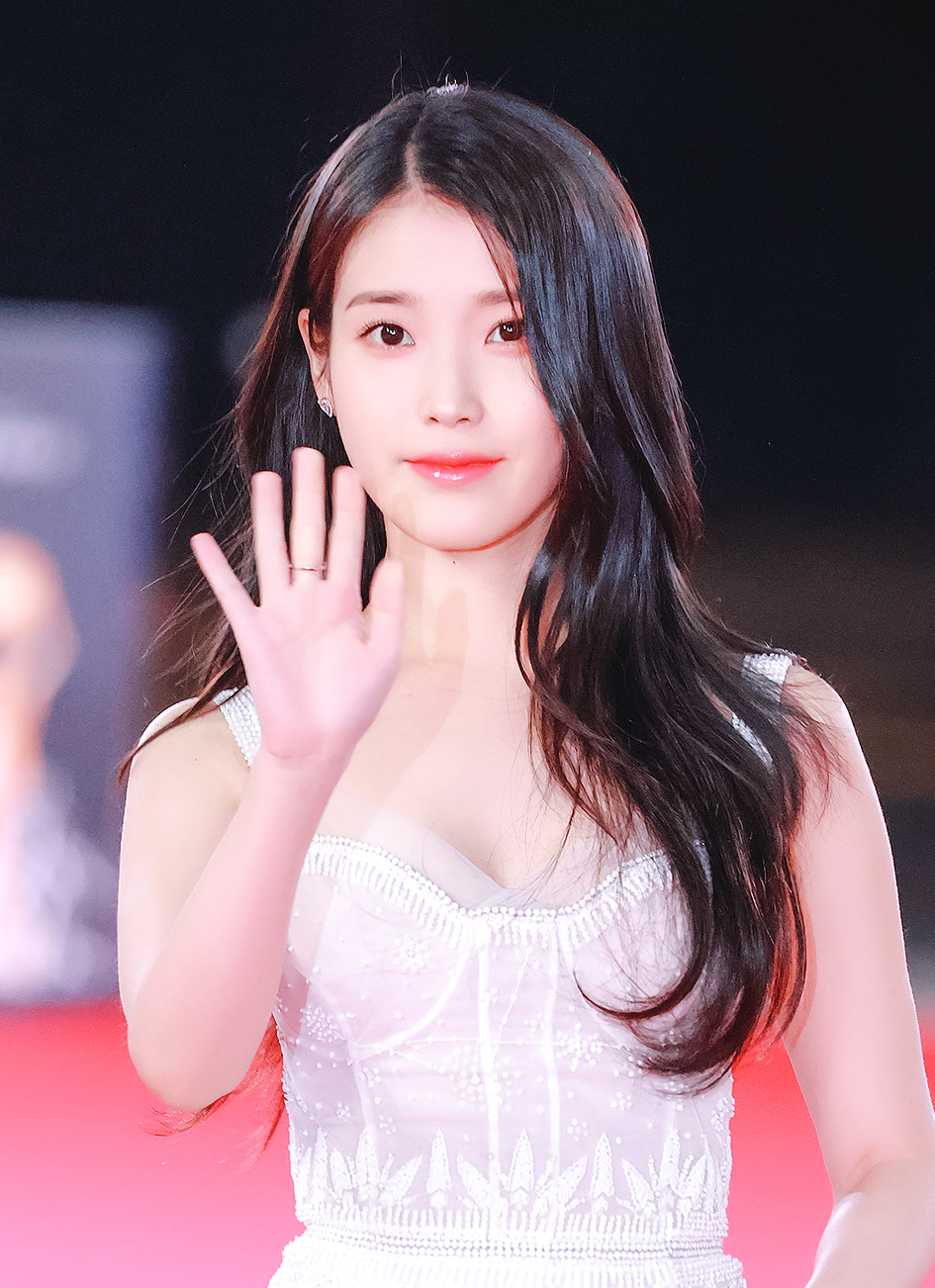
IU (* 1993)

### Iuc
- Iucha, Pharao der altägyptischen Prädynastik

### Iue
- Iue, Toshio (1902–1969), japanischer Industrieller
- Iuel, Amalie (* 1994), norwegische Leichtathletin

### Iuf
- Iufaa, ägyptischer Priester
- Iufi, Prinzessin der altägyptischen 5. Dynastie

### Iug
- Iuga, Dan (* 1945), rumänischer Sportschütze
- Iuga, Dumitru (* 1942), rumänischer Dissident, Gewerkschaftsführer
- Iuga, Nora (* 1931), rumänische Dichterin und Übersetzerin
- Iuga, Petru (* 1974), rumänischer Musiker, Professor und Kontrabassist
- Iugulescu, Petruța (* 1979), rumänische Fußballschiedsrichterassistentin

### Iuh
- Iuhetibu Fendi, ägyptische Königstochter

### Iul
- Iuldachev, Saidali (* 1968), usbekischer Schachspieler
- Iuleus, antiker römischer Toreut
- Iulia, ältere Schwester Caesars
- Iulia, Mutter des Marcus Antonius
- Iulia († 68 v. Chr.), Tante Caesars, Gattin des Marius
- Iulia († 51 v. Chr.), jüngere Schwester des Diktators Caesar, Großmutter des Augustus
- Iulia, Tochter Caesars
- Iulia (39 v. Chr.–14), Tochter des AugustusIulia (39 v. Chr.–14)

Iulia (39 v. Chr.–14)

- Iulia († 28), Tochter Agrippas und Iulias, der Tochter des Augustus
- Iulia (5–43), Tochter des jüngeren Drusus, auf Betreiben Messalinas hingerichtet
- Iulia, Tochter des römischen Kaisers Titus
- Iulia Balbilla, römische Dichterin
- Iulia Pacata, gallisch-römische Adelige
- Iulia Procilla († 69), Mutter von Gnaeus Iulius Agricola
- Iuliano, Mark (* 1973), italienischer Fußballspieler und -trainer
- Iulianus, Händler
- Iulianus, römischer Usurpator in Africa
- Iulianus, Romanus, Angehöriger der germanischen kaiserlichen Leibwache (Germani corporis custodes)
- Iulius Aemilius Aquila, Publius, römischer Statthalter
- Iulius Agricola, Gnaeus (40–93), gallo-römischer Senator und FeldherrGnaeus Iulius Agricola (40–93)

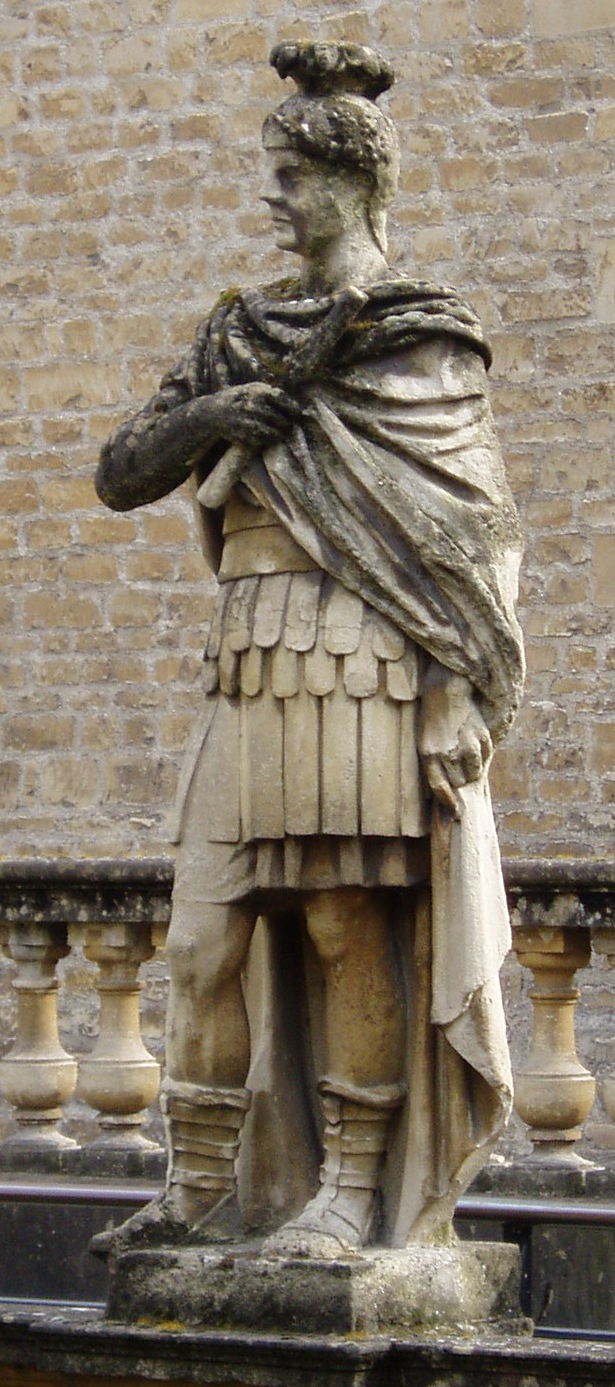
Gnaeus Iulius Agricola (40–93)

- Iulius Agricola, Tiberius, römischer Offizier (Kaiserzeit)
- Iulius Agrippa, Marcus, römischer Offizier (Kaiserzeit)
- Iulius Alexander, römischer Rebell in Emesa
- Iulius Alexander, antiker Glasmacher römischer Zeit
- Iulius Alexander Berenicianus, Gaius, römischer Senator und Konsul 116
- Iulius Antiochianus, Gaius, römischer Offizier (Kaiserzeit)
- Iulius Apollinaris, Gaius, römischer Centurio
- Iulius Aquila Polemaeanus, Tiberius, römischer Senator und Konsul 110
- Iulius Aquila, Quintus, römischer Centurio
- Iulius Aquilinus, Tiberius, römischer Statthalter
- Iulius Arrianus, Titus, römischer Offizier (Kaiserzeit)
- Iulius Artemo, Gaius, römischer Offizier (Kaiserzeit)
- Iulius Asper, Gaius, römischer Konsul 212
- Iulius Augurinus, Gaius, Angehöriger des römischen Ritterstandes
- Iulius Avitus, Gaius, römischer Suffektkonsul (149)
- Iulius Avitus, Marcus, römischer Centurio
- Iulius Balbus, Quintus, römischer Suffektkonsul (129)
- Iulius Balbus, Quintus, römischer Suffektkonsul (85)
- Iulius Barbarus, Gaius, römischer Offizier (Kaiserzeit)
- Iulius Bassus, Gaius, römischer Statthalter
- Iulius Bassus, Gaius, römischer Suffektkonsul (139)
- Iulius Bovius Avitus, Quintus, römischer Offizier (Kaiserzeit)
- Iulius Caesar Strabo Vopiscus, Gaius († 87 v. Chr.), römischer Politiker, Autor und Redner, Großonkel Caesars
- Iulius Caesar, Gaius († 85 v. Chr.), römischer Politiker, Vater des gleichnamigen Diktators
- Iulius Caesar, Lucius († 46 v. Chr.), römischer Politiker der späten Republik
- Iulius Caesar, Lucius († 87 v. Chr.), Politiker der späten römischen Republik, Großonkel Julius Caesars
- Iulius Caesar, Lucius († 40 v. Chr.), römischer Politiker; Konsul 64 v. Chr.
- Iulius Caesar, Sextus, römischer Politiker
- Iulius Caesar, Sextus, Politiker der späten römischen Republik, Onkel Julius Caesars
- Iulius Caesar, Sextus († 46 v. Chr.), Politiker der späten römischen Republik
- Iulius Camilius Asper, Gaius, römischer Konsul 212
- Iulius Candidus, Centurio (Legio I Italica)
- Iulius Candidus Capito, Tiberius, römischer Suffektkonsul (122)
- Iulius Candidus Marius Celsus, Tiberius, Konsul 86 und 105
- Iulius Capito, Gaius, römischer Ritter (Kaiserzeit)
- Iulius Catervius, Flavius, Heiliger der katholischen Kirche
- Iulius Celer, Gaius, römischer Centurio (Kaiserzeit)
- Iulius Celerinus, römischer Offizier (Kaiserzeit)
- Iulius Celsus Polemaeanus, Tiberius, römischer Suffektkonsul 92
- Iulius Clodianus, römischer Offizier (Kaiserzeit)
- Iulius Commodus Orfitianus, Gaius, römischer Suffektkonsul (157)
- Iulius Corinthianus, Gaius, römischer Offizier (Kaiserzeit)
- Iulius Cornutus Tertullus, Gaius Iulius, römischer Suffektkonsul (100)
- Iulius Cossutus, Marcus, römischer Centurio
- Iulius Crassipes, römischer Suffektkonsul (140)
- Iulius Dio[…], Gaius, antiker römischer Toreut
- Iulius Erucius Clarus Vibianus, Gaius († 197), römischer Konsul 193
- Iulius Exuperantius, römischer Historiker
- Iulius Festus, römischer Offizier (Kaiserzeit)
- Iulius Fidus Aquila, römischer Statthalter (Kaiserzeit)
- Iulius Flaccus Aelianus, Gaius, römischer Statthalter
- Iulius Florus († 21), gallischer Adeliger aus dem Stamm der Treverer
- Iulius Frugi, Lucius, Konsul 115
- Iulius Gallus, Gaius, Konsul 124
- Iulius Geminius Marcianus, Publius, römischer Suffektkonsul
- Iulius Geminus Capellianus, Gaius, römischer Suffektkonsul (161)
- Iulius Graecinus, Lucius, römischer Senator und Agrarschriftsteller
- Iulius Ianuarius, Gaius, römischer Offizier (Kaiserzeit)
- Iulius Indus, Kommandeur der Ala Gallorum Indiana
- Iulius Ingenuus, Gaius, römischer Senator (Kaiserzeit)
- Iulius Italicus, Tiberius, römischer Centurio
- Iulius Iucundus, Lucius, römischer Offizier (Kaiserzeit)
- Iulius Iulianus, Gaius, römischer Konsul (150)
- Iulius Iulianus, Gaius, römischer Offizier (Kaiserzeit)
- Iulius Iulinus, Centurio (Legio III Italica)
- Iulius Iullus, Gaius, römischer Konsul
- Iulius Iullus, Gaius, römischer Konsul und Dezemvir
- Iulius Iuvenalis, Gaius, römischer Konsul
- Iulius Karus, Gaius, römischer Ritter (Kaiserzeit)
- Iulius Lepidus, Gaius, römischer Centurio
- Iulius Libo, Lucius, römischer Konsul 267 v. Chr.
- Iulius Longinus, Gaius, römischer Suffektkonsul (107)
- Iulius Lupus, Publius, römischer Konsul
- Iulius Lupus, Tiberius († 73), Präfekt der Provinz Ägypten
- Iulius Marcellinus, Centurio (Legio II Augusta)
- Iulius Marcellinus, Gaius, römischer Offizier (Kaiserzeit)
- Iulius Marcus, Gaius, Angehöriger des römischen Senatorenstandes (Kaiserzeit)
- Iulius Marinus Caecilius Simplex, Lucius, römischer Statthalter
- Iulius Marinus, Lucius, römischer Statthalter
- Iulius Maritimus, Gaius, römischer Centurio (Kaiserzeit)
- Iulius Martius, Marcus, römischer Centurio
- Iulius Maximus, Angehöriger des römischen Ritterstandes (Kaiserzeit)
- Iulius Maximus, Quintus, römischer Offizier (Kaiserzeit)
- Iulius Maximus, Titus, römischer Suffektkonsul (112)
- Iulius Messala Rutilianus, Lucius, römischer Suffektkonsul (192)
- Iulius Nicanor, Gaius, römischer Grammatiker
- Iulius Optatus Pontianus, Tiberius, römischer Offizier (Kaiserzeit)
- Iulius Paternus, Marcus, römischer Centurio
- Iulius Paullus, römischer Offizier (Kaiserzeit)
- Iulius Paullus, Gaius, römischer Offizier (Kaiserzeit)
- Iulius Paulus, römischer Jurist und Prätorianerpräfekt
- Iulius Philopappus, Gaius, römischer Suffektkonsul 109
- Iulius Placidianus, römischer Konsul 273
- Iulius Placidus, römischer Militärtribun
- Iulius Pollio, Titus, römischer Offizier (Kaiserzeit)
- Iulius Pompilius Piso, Aulus, römischer Suffektkonsul
- Iulius Possessor, Sextus, römischer Ritter (Kaiserzeit)
- Iulius Primus, römischer Offizier (Kaiserzeit)
- Iulius Proclus, Gaius, antiker römischer Unternehmer
- Iulius Proculeianus, Quintus, römischer Statthalter
- Iulius Proculianus, Lucius, römischer Suffektkonsul (179)
- Iulius Proculus, Gaius, römischer Suffektkonsul (109)
- Iulius Publilius Pius, Gaius, römischer Offizier (Kaiserzeit)
- Iulius Quadratus Bassus, Gaius, römischer Suffektkonsul 105
- Iulius Quadratus, Aulus, römischer Konsul 94 und 105 und Statthalter mehrerer Provinzen
- Iulius Quadratus, Marcus, römischer Centurio (Kaiserzeit)
- Iulius Rogatianus, Gaius, römischer Offizier (Kaiserzeit)
- Iulius Romulus, Lucius, Konsul 152
- Iulius Rufinus, Gaius, römischer Offizier (Kaiserzeit)
- Iulius Rufus, Gnaeus, römischer Centurio
- Iulius Rufus, Marcus, römischer Centurio
- Iulius Rufus, Tiberius, römischer Soldat
- Iulius Sacrovir († 21), gallischer Rebellenführer
- Iulius Saturninus, römischer Offizier (Kaiserzeit)
- Iulius Scapula Priscus, Publius, römischer Suffektkonsul (193)
- Iulius Scapula, Gaius, römischer Senator (Kaiserzeit)
- Iulius Scapula, Gaius, römischer Suffektkonsul (139)
- Iulius Secundus, Tiberius, römischer Suffektkonsul (116)
- Iulius Septimius Castinus, Gaius, römischer Suffektkonsul
- Iulius Serenus, Gaius, römischer Offizier (Kaiserzeit)
- Iulius Severinus, römischer Offizier (Kaiserzeit)
- Iulius Severus, Gaius, römischer Konsul (155)
- Iulius Severus, Gaius, römischer Konsul (um 138)
- Iulius Severus, Gnaeus Minicius Faustinus Sextus, römischer Senator, Suffektkonsul, Statthalter und Feldherr
- Iulius Silanus, Gaius, römischer Suffektkonsul (92)
- Iulius Sparsus, Sextus, römischer Suffektkonsul (88)
- Iulius Statius Severus, Gaius, römischer Suffektkonsul (154)
- Iulius Tarius Titianus, Gaius, römischer Konsul
- Iulius Titus Statilius Severus, Lucius, römischer Suffektkonsul (155)
- Iulius Tutor, adliger Treverer
- Iulius Ursus Servianus, Lucius († 136), römischer Politiker und Senator, dreifacher Konsul
- Iulius Ursus, Lucius, römischer Suffektkonsul 84, 98, 100
- Iulius Ustus, Titus, römischer Offizier (Kaiserzeit)
- Iulius Valentinus († 70), adliger Treverer
- Iulius Valerianus, Gaius, römischer Centurio (Kaiserzeit)
- Iulius Vehilius Gratus Iulianus, Lucius, römischer Offizier (Kaiserzeit)
- Iulius Verecundus, römischer Offizier (Kaiserzeit)
- Iulius Verus, Gnaeus, römischer Feldherr, Suffektkonsul 151 n. Chr. und Statthalter Britanniens
- Iulius Vestinus Atticus, Marcus († 65), römischer Konsul 65
- Iulius Vestinus, Lucius, römischer Ritter
- Iulius Viator, Tiberius, römischer Offizier (Kaiserzeit)
- Iulius Victor, römischer Offizier (Kaiserzeit)
- Iulius Victor, Gaius, römischer Verfasser (möglicherweise gallischer Herkunft) von Handschriften über die Rhetorik
- Iulius Vindex, Gaius († 68), Statthalter der römischen Provinz Gallia Lugdunensis
- Iullus, Lucius Iulius, römischer Konsul

### Iun
- Iuncinus, Lucius Baebius, römischer Offizier (Kaiserzeit)
- Iuncus Vergilianus († 48), römischer Senator
- Iunia Calvina, römische Senatorentochter
- Iunia Claudilla, erste Gattin von Kaiser Caligula
- Iunia Prima, Halbschwester des Caesarmörders Marcus Iunius Brutus
- Iunia Secunda, Gattin des Triumvirn Marcus Aemilius Lepidus
- Iunia Silana († 59), römische Senatorentochter
- Iunia Tertia († 22), Gattin des Gaius Cassius Longinus
- Iunia Torquata († 55), römische Vestalin
- Iunius Arulenus Rusticus, Quintus († 93), römischer Suffektkonsul
- Iunius Avitus, Gaius, römischer Offizier (Kaiserzeit)
- Iunius Bassus Theotecnius (317–359), römischer Politiker
- Iunius Blaesus, Quintus, römischer Suffektkonsul 10
- Iunius Blaesus, Quintus († 36), römischer Suffektkonsul 28
- Iunius Brutus Callaicus, Decimus, römischer Konsul 138 v. Chr.
- Iunius Brutus Scaeva, Decimus, römischer Konsul 325 v. Chr.
- Iunius Brutus, Decimus, römischer Politiker, Konsul 77 v. Chr.
- Iunius Brutus, Lucius, römischer Konsul
- Iunius Brutus, Marcus, römischer Jurist
- Iunius Brutus, Marcus († 164 v. Chr.), römischer Konsul im Jahre 178 v. Chr.
- Iunius Brutus, Marcus († 77 v. Chr.), Mitglied der römischen Familie der Iunier, Vater des gleichnamigen Caesarmörders
- Iunius Brutus, Marcus (85 v. Chr.–42 v. Chr.), römischer Politiker; einer der Mörder Gaius Julius CaesarsMarcus Iunius Brutus (85 v. Chr.–42 v. Chr.)

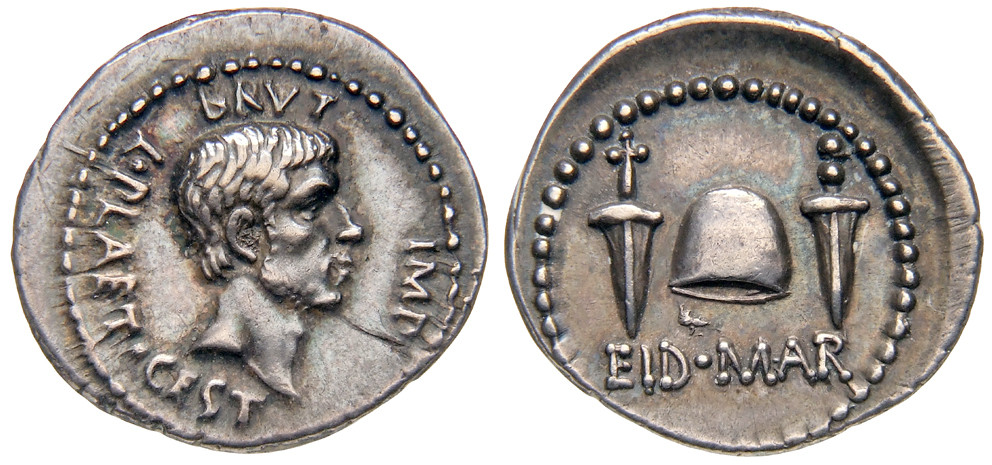
Marcus Iunius Brutus (85 v. Chr.–42 v. Chr.)

- Iunius Bubulcus Brutus, Gaius, römischer Konsul (317, 313, 311 v. Chr.), Zensor (307 v. Chr.) und Diktator (302 v. Chr.)
- Iunius Caesennius Paetus, Lucius, Suffektkonsul 79
- Iunius Caesennius Paetus, Lucius, römischer Politiker, Konsul 61 n. Chr.
- Iunius Calamus, Quintus, römischer Suffektkonsul 143
- Iunius Claudianus, Marcus, römischer Offizier (Kaiserzeit)
- Iunius Faustinus Placidus Postumianus, Gaius, römischer Statthalter
- Iunius Flavianus, Gaius, römischer Offizier (Kaiserzeit)
- Iunius Gallio Annaeanus, Lucius († 65), römischer Politiker
- Iunius Gallio, Lucius, römischer Deklamator und Rhetor
- Iunius Homullus, Marcus, Senator und Politiker der römischen Kaiserzeit
- Iunius Iulianus, Tiberius, römischer Suffektkonsul (142)
- Iunius Mauricus, römischer Politiker
- Iunius Montanus, Titus, römischer Suffektkonsul (81)
- Iunius Niger, Kanus, römischer Statthalter
- Iunius Niger, Kanus, römischer Suffektkonsul (138)
- Iunius Novius Priscus, Decimus, römischer Konsul 78
- Iunius Paetus, Decimus, römischer Suffektkonsul (145)
- Iunius Pastor, Aulus, römischer Konsul 163
- Iunius Pennus, Marcus, römischer Konsul 167 v. Chr.
- Iunius Pennus, Marcus, römischer Stadtprätor 201 v. Chr.
- Iunius Pennus, Marcus, römischer Volkstribun 126 v. Chr. und Ädil
- Iunius Pera, Decimus, römischer Konsul 266 v. Chr. und Zensor 253 v. Chr.
- Iunius Pera, Marcus, römischer Konsul 230 v. Chr., Zensor 225 v. Chr., Diktator 216 v. Chr.
- Iunius Pullus, Lucius, römischer Konsul im Jahr 249 v. Chr.
- Iunius Quadratus, Tiberius, römischer Ritter (Kaiserzeit)
- Iunius Quartus Palladius, spätantiker, römischer Politiker und Konsul (416)
- Iunius Rufinus Sabinianus, Marcus, römischer Konsul 155
- Iunius Rufinus, Aulus, römischer Konsul (153)
- Iunius Rusticus, Quintus, römischer Suffektkonsul 133 und Konsul 162
- Iunius Serius Augurinus, Gaius, römischer Konsul 132
- Iunius Severus, Titus, römischer Offizier (Kaiserzeit)
- Iunius Severus, Titus, römischer Suffektkonsul (154)
- Iunius Silanus Torquatus, Decimus († 64), römischer Politiker, Konsul 53 n. Chr.
- Iunius Silanus Torquatus, Lucius († 65), Verwandter des iulisch-claudischen Kaiserhauses
- Iunius Silanus Torquatus, Marcus, römischer Politiker, Konsul 19 n. Chr.
- Iunius Silanus, Decimus, römischer Senator, Konsul 62 v. Chr.
- Iunius Silanus, Gaius, römischer Konsul 10 n. Chr.
- Iunius Silanus, Gaius Appius († 42), römischer Senator, Konsul 28 n. Chr.
- Iunius Silanus, Lucius († 49), römischer Politiker, Prätor 48 n. Chr.
- Iunius Silanus, Marcus, römischer Konsul 109 v. Chr.
- Iunius Silanus, Marcus, römischer Prätor 212 v. Chr.
- Iunius Silanus, Marcus († 196 v. Chr.), römischer Praefectus socium (196 v. Chr.)
- Iunius Silanus, Marcus, römischer Prätor
- Iunius Silanus, Marcus, römischer Politiker, Konsul 25 v. Chr.
- Iunius Silanus, Marcus († 38), römischer Politiker, Suffektkonsul 15 n. Chr.
- Iunius Silanus, Marcus (14–54), römischer Politiker, Konsul 46 n. Chr.
- Iunius Tiberianus, Gaius, römischer Konsul 281 und 291 und Stadtpräfekt
- Iunius Victorinus Flavius Caelianus, Lucius, römischer Statthalter
- Iunmin, Prinz der altägyptischen 4. Dynastie
- Iunu, altägyptischer Beamter

### Iup
- Iupet, Hohepriester des Amun

### Iur
- Iurato, Deborah (* 1991), italienische Popsängerin
- Iureș, Marcel (* 1951), rumänischer Film- und TheaterschauspielerMarcel Iureș (* 1951)

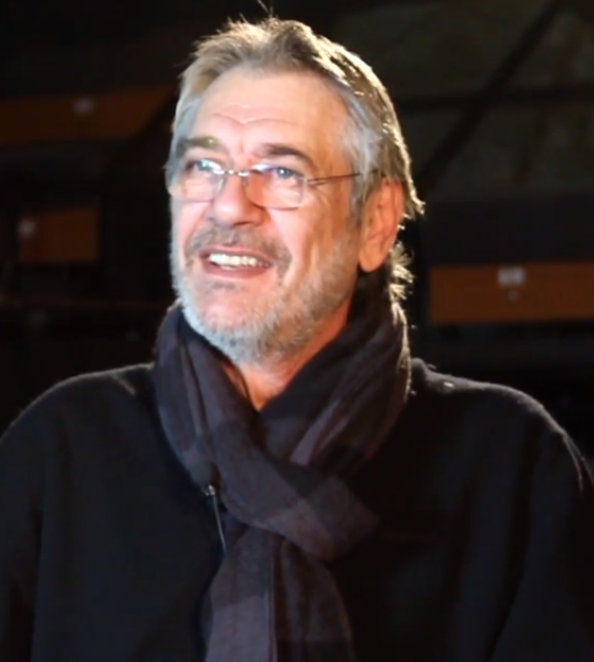
Marcel Iureș (* 1951)

- Iury, Carlos (* 2001), brasilianischer Fußballspieler

### Ius
- Ius, Christopher (* 2000), australischer Sprinter
- Iușco, Florentina (* 1996), rumänische Weit- und Dreispringerin
- Iustinianus, Bischof von Augst
- Iustinus, Marcus Iunianus, römischer Geschichtsschreiber

### Iut
- Iutschanka, Jauhen (1938–1999), sowjetisch-belarussischer Geher

### Iuu
- Iuu, altägyptischer Beamter der 6. Dynastie

### Iuv
- Iuventius Surus Proculus, Marcus, römischer Suffektkonsul
- Iuventius Thalna, Manius († 163 v. Chr.), römischer Konsul 163 v. Chr.

### Iuw
- Iuwelot, Hohepriester des Amun